# Гагаку

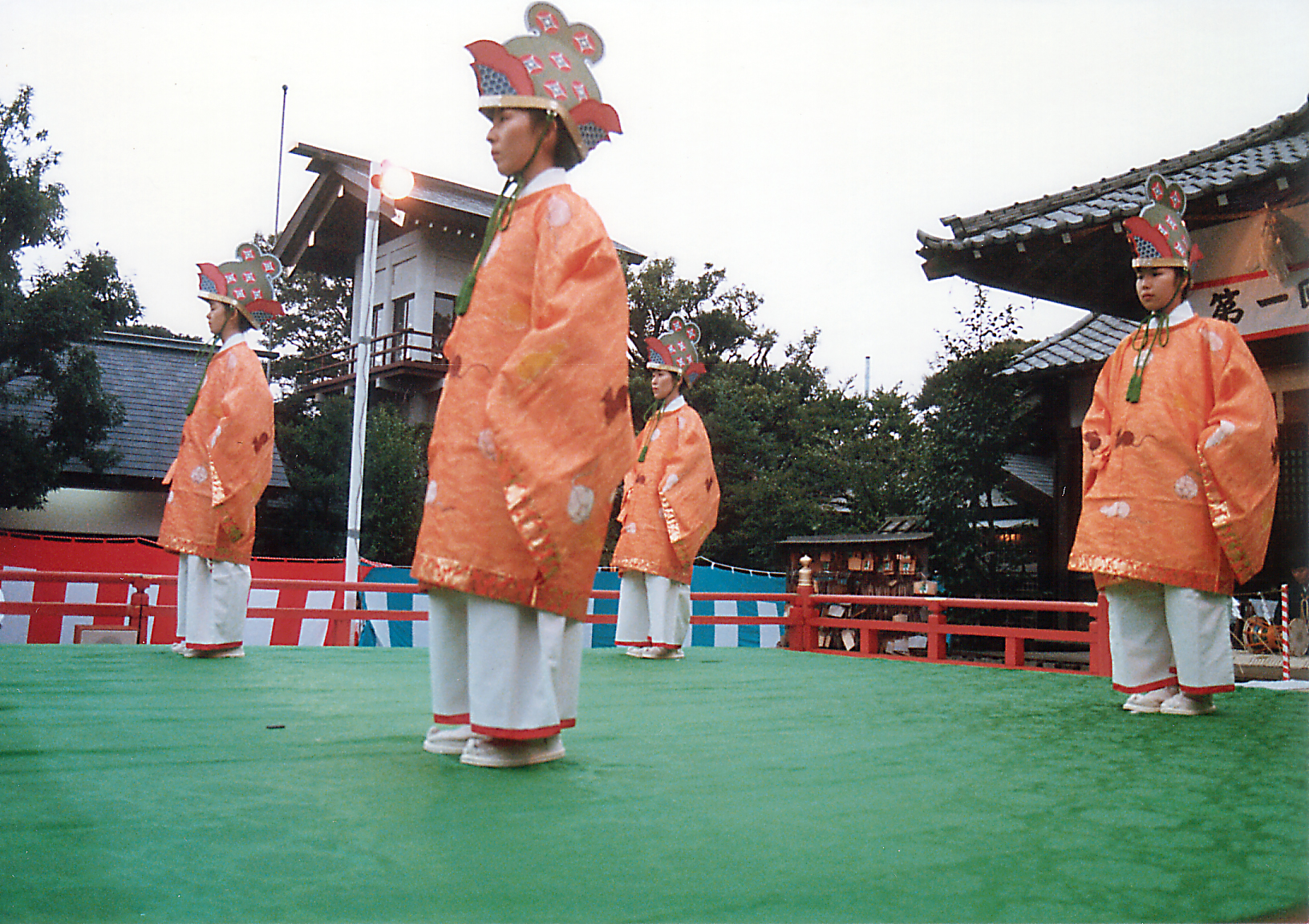
Ринга (танец бугаку)

Гагаку (яп. 雅楽, букв. «изысканная музыка») — жанр японской классической музыки. Гагаку зародился в средневековой Японии (период Нара), обрёл становление в эпоху Хэйан, и был популярен при императорских дворах на протяжении нескольких веков. Принято разделять гагаку на три составляющих: собственно исконно японскую синтоистскую религиозную музыку и народные песни — саибара, комагаку (корейскую традицию) и тогаку — танскую традицию Китая.

## История
С проникновением в период Нара (710—794) в Японию из Китая китайского кото (кото-со, цитры) и пипа (бива, лютни) принято связывать зарождение жанра гагаку. Становление жанра происходило в период Хэйан (795—1185), когда представления гагаку давались потомственными музыкантами при императорских дворах. В период Камакура (1185—1333), с приходом к власти военных, основная сцена гагаку переместилась из императорского дворца в дома высшей аристократии.
Из-за гражданской войны в период Муромати пьесы гагаку не исполнялись в Киото в течение почти 100 лет. В период Эдо правительство Токугава восстановило придворные ансамбли, которые и послужили прототипами современных исполнителей гагаку.
Во время Реставрации Мэйдзи музыканты всех трёх крупнейших гильдий исполнителей гагаку (из Осаки, Нары и Киото) перебрались в Токио, где их последователи положили начало Музыкальному ведомству Императорского двора Японии. К этому времени относят становление современного инструментального состава гагаку: три духовых инструмента (хитирики, рютэки и сё), три ударных (малый барабан какко, сёко и большой барабан тайко) и два струнных — бива и кото-со. Такой интерес к традиционной музыки в эпоху вестернизации страны объясняется тем, что она (наряду с бугаку) оказалась в большом почёте, так как тесно была связана с императорским двором. Музыканты были очень активны в создании новых мелодий гагаку, созданных под влиянием европейской классической музыки. В 1880 году комиссия императорского двора выбрала вариант мелодии гимна, основанный на стихотворении в традиционном японском стиле вака, созданном в эпоху Хэйан. Музыка была написана под руководством придворного музыканта Хиромори Хаяси его учениками Ёсиисой Оку и Акимори Хаяси. Немецкий музыкант Франц фон Эккерт переложил музыку в соответствии с европейской гармонией. Этот вариант гимна был впервые исполнен в день рождения императора Мэйдзи в 1880 году.  
Зачастую представления гагаку сопровождались классическим танцем бугаку. Тесно связан с гагаку и традиционный японский театр но.

## Современность
В настоящее время гагаку исполняется в двух видах:
- тогаку — в виде концертной музыки для духовых, струнных и ударных инструментов (кангэн) либо как музыка, сопровождающая танец бугаку, без участия струнных инструментов;
- комагаку (яп. 高麗楽) — в виде сопровождения танца бугаку.

В новейшей истории, с возникновением современных ансамблей, появился новый жанр музыки гагаку — рэйгаку. Создаются современные пьесы для музыкальных инструментов гагаку (например, Bird Dream Dance Такаси Ёсимацу, 1997).

## Инструменты

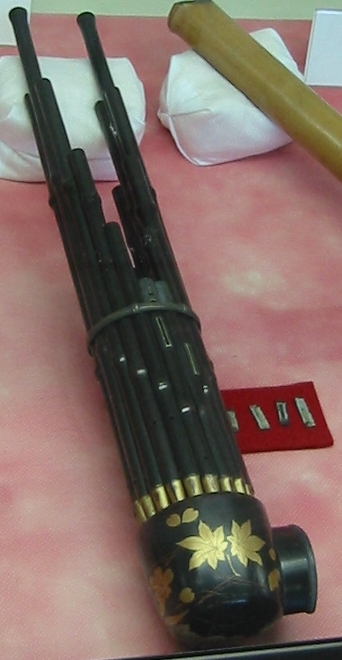
Сё — японский губной орган

### Духовые
- Хитирики (篳篥), род гобоя
- Рютэки (龍笛), род японской флейты
- Сё (笙), губной орга́н
- Сякухати (尺八), род японской флейты
- У (竽), большой губной орга́н
- Хайсё (排簫), пайсяо (аналог флейты Пана)
- Кагурабуэ (神楽笛), японская поперечная флейта
- Комабуэ (高麗笛), поперечная флейта (название дословно переводится как "Корейская флейта")

### Струнные
- Гаку-бива (楽琵琶) — бива, 4-струнная лютня
- Гогэн-бива (五絃琵琶), 5-струнная бива
- Куго (箜篌), арфа (использовалась в древности)
- Кото (箏), японская цитра
- Вагон (和琴), 6- или 7-струнная японская цитра

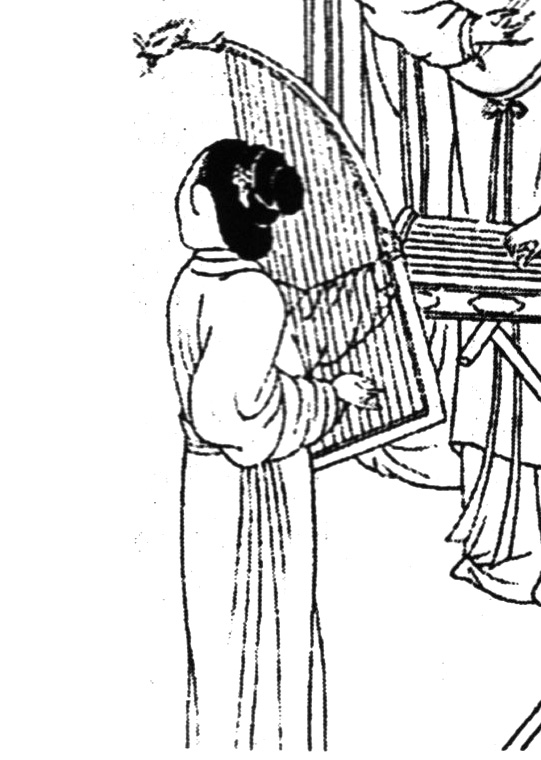
Девушка играет на 14-струнной конхоу (куго). С китайской гравюры

- Гэнкан (阮咸), 4-струнная лютня

### Ударные
- Сёко (鉦鼓), небольшой металлический гонг
- Какко (鞨鼓), небольшой двусторонний барабан
- Цури-дайко (釣太鼓), большой двусторонний барабан на платформе
- Сякубёси (笏拍子), трещотка из двух дощечек
- Хокё (方響), древний китайский металлофон